# Кућиште (Пећ)
Кућиште (алб. Kuqishtë/Kuçishtë) је насељено место у општини Пећ, на Косову и Метохији. Према попису становништва из 2011. у насељу је живело 9 становника.

## Становништво
Према попису из 2011. године, Кућиште има следећи етнички састав становништва:
| Националност | 2011.      |
| Албанци      | 9 (100,0%) |
| Укупно       | 9          |

| Година       | 1948 | 1953 | 1961 | 1971 | 1981 | 1991 | 2011 |
| ------------ | ---- | ---- | ---- | ---- | ---- | ---- | ---- |
| Становништво | 97   | 306  | 329  | 231  | 119  | 91   | 9    |

|  |